# Bromley FC
Bromley FC är en engelsk fotbollsklubb i Bromley i London, grundad 1892. Hemmamatcherna spelas på Hayes Lane. Smeknamnen är The Ravens och The Lillywhites.

## Historia
Klubben grundades 1892 och två år senare var man med och grundade Southern Football League, där man fick en plats i Division Two. Efter att ha kommit sist säsongen 1895/96 lämnade klubben Southern League och var i stället med och grundade London League, återigen i Division Two. Bromley vann divisionen direkt och gick upp till Division One. Efter bara en säsong där bytte man liga till Kent League 1898/99, men klubben gick tillbaka till London League Division One efter en säsong. Dock hoppade man av därifrån under den följande säsongen och tog över reservlagets plats i Division Two. Där spelade man även följande säsong, men drog sig sedan ur.
Några år senare, säsongen 1907/08, var Bromley med och grundade Spartan League, som man vann på första försöket. Därefter gick klubben över till Isthmian League, som man vann de två första säsongerna. Följande säsong, 1910/11, vann klubben för första gången FA Amateur Cup. Året efter lämnade man Isthmian League och gick till Kent League, där klubben var kvar fram till första världskriget.
Efter kriget, 1919/20, gick Bromley med i Athenian League, som man vann 1922/23. Klubben spelade i ligan fram till andra världskriget och under den perioden vann man 1937/38 FA Amateur Cup för andra gången. Samma säsong tog man sig även för första gången till FA-cupens första omgång; man vann sin match där men åkte ut i andra omgången. Bromley gick även till andra omgången följande säsong, där man för första gången fick möta en klubb från The Football League i form av Lincoln City, som vann med 8–1.
Efter kriget, säsongen 1945/46, gick Bromley återigen till andra omgången i FA-cupen, där Watford dock blev för svåra. Klubben fortsatte i Athenian League och vann ligan för andra gången 1948/49. Samma säsong vann klubben FA Amateur Cup för tredje gången. Två år senare vann klubben Athenian League för tredje gången. Till säsongen 1952/53 gick klubben tillbaka till Isthmian League, som man lämnade 1911, och vann ligan på andra försöket. Det var klubbens tredje titel i Isthmian League, och den fjärde kom säsongen 1960/61.
1974/75 åkte Bromley ur Isthmian League First Division och ned till Second Division, vilken döptes om till First Division säsongen 1977/78. Efter en andraplats 1979/80 gick klubben upp i Premier Division, men där kom man sist 1983/84 och åkte ur. En ny andraplacering 1985/86 ledde till uppflyttning till Premier Division, men man åkte ur igen 1989/90. Bromley kom dock tvåa direkt och gick tillbaka upp till Premier Division, men en sistaplats 1998/99 ledde återigen till nedflyttning. Säsongen 2004/05 kom klubben fyra och gick upp till Premier Division via seger i kvalet. Två år senare kom Bromley tvåa och gick efter ny kvalseger för första gången upp till Football Conference, närmare bestämt andradivisionen Conference South. Efter serieseger 2014/15 gick klubben för första gången upp till den omdöpta högstadivisionen National League, på den femte nivån i Englands ligasystem för fotboll.

## Meriter

### Liga
- National League eller motsvarande (nivå 5): 14:e 2015/16 (högsta ligaplacering)
- National League South eller motsvarande (nivå 6): Mästare 2014/15
- Isthmian League: Mästare 1908/09, 1909/10, 1953/54, 1960/61
- Athenian League: Mästare 1922/23, 1948/49, 1950/51
- Spartan League: Mästare 1907/08
- London League Division Two: Mästare 1896/97

### Cup
- FA Amateur Cup: Mästare 1910/11, 1937/38, 1948/49
- London Senior Cup: Mästare 1909/10, 1945/46, 1950/51, 2002/03, 2012/13
- Kent Senior Cup: Mästare 1949/50, 1976/77, 1991/92, 1996/97, 2005/06, 2006/07
- London Challenge Cup: Mästare 1995/96

## Övrigt
Vid alla tre tillfällen som Bromley vunnit FA Amateur Cup har de vunnit med 1–0, och målen har gjorts av spelaren som burit tröja nummer 8.
Publikrekordet på hemmaarenan är 10 798 åskådare; det sattes under en vänskapsmatch mot Nigeria 1949.